# Fosfonat

generell strukturformel

Fosfonater är kemiska föreningar med den generella strukturformeln OP(OR)2R.